# أنطونيو باريس
أنطونيو باريس (11 يونيو 1957 في الرأس الأخضر - ) هو لاعب كرة قدم برتغالي في مركز الدفاع. شارك مع منتخب البرتغال لكرة القدم. أما مع النوادي، فقد لعب مع إشتوريل برايا وسبورتينغ براغا وناسيونال ماديرا وسالجويروس ‏.

## وصلات خارجية
- أنطونيو باريس على موقع قاعدة بيانات كرة القدم.إي يو (الإنجليزية)
- أنطونيو باريس على موقع ناشيونال فوتبول تيمز (الإنجليزية)
- أنطونيو باريس على موقع عالم كرة القدم.نت (الإنجليزية)